# Baburia
Baburia is een geslacht van vlinders van de familie bladrollers (Tortricidae), uit de onderfamilie Olethreutinae.

## Soorten
- B. abdita (Diakonoff, 1973)
- B. astuta (Diakonoff, 1973)
- B. trachymelas (Diakonoff, 1973)